# Communauté de communes du Grand Valmont
La communauté de communes du Grand Valmont est une ancienne communauté de communes française, qui était située dans le département de Meurthe-et-Moselle.
Le 1er janvier 2014, la communauté de communes fusionne avec la Communauté de communes du Pays de Pont-à-Mousson, la communauté de communes du Froidmont et la Communauté de communes des Vals de Moselle et de l'Esch pour former la Communauté de communes du Bassin de Pont-à-Mousson.

## Composition
La communauté de communes était composée des 6 communes suivantes :
1. Loisy (siège)
2. Autreville-sur-Moselle
3. Bezaumont
4. Landremont
5. Sainte-Geneviève
6. Ville-au-Val

## Administration
| Période                                  | Période        | Identité    | Étiquette | Qualité                      |
| ---------------------------------------- | -------------- | ----------- | --------- | ---------------------------- |
| Les données manquantes sont à compléter. |                |             |           |                              |
|                                          | 1 janvier 2014 | André Favre |           | Maire de Loisy (depuis 2001) |